# انرپک
انرپک، (به انگلیسی: Enerpac) شرکت صنعتی امرکایی می‌باشد که در زمینه ابزار و تجهیزات هیدرولیکی فعالیت میکند. شرکت انرپک در سال ۱۹۱۰ توسط فیل برومدر راه اندازی شد.
شهرت انرپک زمانی ایجاد شد که پمپ آب موتور اتوموبیل افسانه‌ای مدل T فورد را تولید کرد. در اواخر دهه ۵۰ میلادی، بخش محصولات صنعتی در انرپک شکل گرفت و همراه همیشگی این برند تجاری شد.
محصولات انرپک در ۲۲ کشور جهان مونتاژ می‌شود و بیش از ۱۰۰۰ کارمند و متخصص در آن مشغول بکار هستند و در آنجا هزاران محصول جهانی با برند انرپک تولید می‌شود که از طریق ۱۲۰۰ مرکز توزیع کننده در سطح جهان دارد.
انرپک بزرگترین و معتبرترین تولیدکننده تجهیزات و جک‌های هیدرولیکی در سراسر جهان می‌باشد.